# Angelo Bartolomasi
Lorenzo Angelo Bartolomasi (Pianezza, 30 maggio 1869 – Pianezza, 28 febbraio 1959) è stato un arcivescovo cattolico e militare italiano, primo vescovo castrense d'Italia.

## Biografia
Lorenzo Angelo Bartolomasi nacque a Pianezza, in Piemonte, il 30 maggio 1869 e venne ordinato sacerdote nella cattedrale di Torino il 12 giugno 1892.
Il 24 novembre 1910 divenne vescovo ausiliare di Torino e vescovo titolare di Derbe. Fu ordinato vescovo il 15 gennaio 1911. Il 23 aprile 1919 fu promosso vescovo di Trieste e Capodistria.
Bartolomasi in questo incarico difese in particolare i diritti della minoranza slava e si scontrò con la resistenza dei fascisti giuliani e degli irredentisti, che sostenevano la sottomissione della popolazione slava, aspirando al consenso popolare degli italiani. A causa delle crescenti pressioni politiche, l'11 dicembre 1922 si dimise e subentrò al defunto vescovo Giovanni Battista Rossi nella sede episcopale di Pinerolo. Il 23 aprile 1929 papa Pio XI lo nominò contemporaneamente arcivescovo titolare di Petra e vescovo castrense d'Italia. Nell'ambito di questa carica, fu anche Ispettore Centrale per l'assistenza religiosa all'Opera Nazionale Balilla. Nel 1944, raggiunti i 75 anni di età, si ritirò in quiescenza.
Alla sua morte fu sepolto nella chiesa dei Santi Pietro e Paolo nella sua città natale di Pianezza, in provincia di Torino.

## Genealogia episcopale e successione apostolica
La genealogia episcopale è:
- Cardinale Scipione Rebiba
- Cardinale Giulio Antonio Santori
- Cardinale Girolamo Bernerio, O.P.
- Arcivescovo Galeazzo Sanvitale
- Cardinale Ludovico Ludovisi
- Cardinale Luigi Caetani
- Cardinale Ulderico Carpegna
- Cardinale Paluzzo Paluzzi Altieri degli Albertoni
- Papa Benedetto XIII
- Papa Benedetto XIV
- Cardinale Enrico Enriquez
- Arcivescovo Manuel Quintano Bonifaz
- Cardinale Buenaventura Córdoba Espinosa de la Cerda
- Cardinale Giuseppe Maria Doria Pamphilj
- Papa Pio VIII
- Papa Pio IX
- Cardinale Gustav Adolf von Hohenlohe-Schillingsfürst
- Arcivescovo Salvatore Magnasco
- Cardinale Gaetano Alimonda
- Cardinale Agostino Richelmy
- Arcivescovo Angelo Bartolomasi

La successione apostolica è:
- Arcivescovo Ferdinando Bernardi (1931)